# Van Autenboerfjellet
Van Autenboerfjellet är ett berg i Antarktis. Det ligger i Östantarktis. Norge gör anspråk på området. Toppen på Van Autenboerfjellet är 2 142 meter över havet.
Terrängen runt Van Autenboerfjellet är platt österut, men västerut är den kuperad. Trakten är obefolkad. Det finns inga samhällen i närheten.